# Brasil Vôlei Clube
O Brasil Vôlei Clube, por questões de patrocínio, Vôlei Renata, também conhecido como Vôlei Campinas, é um time brasileiro de voleibol profissional, sediado em Campinas, São Paulo, que atua na Superliga Série A.
Na cidade de Campinas desde 2010, a equipe se destaca pelo seu profissionalismo. O projeto, desde o seu início, é administrado pela empresa de marketing esportivo ESM, atuante desde 1999 no mercado esportivo, com ênfase no futebol nacional. O Brasil Vôlei Clube conta ainda com um projeto social que já ensinou vôlei para mais de 2000 crianças, usando a metodologia de ensino desenvolvida pelo técnico Bernardinho. Em função disso, hoje é uma das principais equipes formadores de atletas de vôlei no Brasil, presente em diversas categorias de base.
O time nasceu com o patrocínio da empresa farmacêutica brasileira Sanofi Medley a partir do extinto time de vôlei do Esporte Clube Banespa, e já obteve bons resultados em sua primeira temporada, sendo Campeão dos Jogos Regionais 2010/2011, Vice-Campeão da Copa São Paulo 2010/2011 e Vice-Campeão dos Jogos Abertos do Interior 2010/2011, colocação esta repetida na temporada seguinte. Com crescimento constante, o Brasil Vôlei Clube fechou, em 2013, novo contrato de patrocínio com a multinacional de bebidas Brasil Kirin, e conquistou um bom desempenho na temporada 2013/2014, sendo Vice-Campeão Paulista e Terceiro colocado na Superliga. Em 2 de Agosto de 2014 conquistou seu 1° título, ao vencer o Sesi por 3 sets a 2 na final da Copa São Paulo, na Arena Santos. Nesta mesma temporada, de 2014/2015, a equipe disputou a final da Superliga, sendo superada pela equipe do Cruzeiro em jogo disputado em Brasília. Atualmente, possui a 2° maior torcida de Voleibol do Brasil, com mais de 26 mil torcedores, e é patrocinado pelo Pastifício Selmi, o que transformou a equipe em Vôlei Renata.

## Histórico

### 1985-2010: BANESPA\Santander
Jogando em São Paulo, o BANESPA foi um dos mais tradicionais clubes brasileiros de voleibol, revelando diversos campeões olímpicos - entre eles Gustavo, Ricardinho, Rodrigão, Tande, Marcelo Negrão,    Fabio Lopez ¨ Fabi ¨ e Giovane e Montanaro que seria gerente e presidente da equipe. Em 2003, três anos após a compra do Banco do Estado de São Paulo  pelo  Banco Santander, a equipe se mudou para  São Bernardo do Campo, sendo denominada Banespa/São Bernardo. Após o anúncio do Santander em 2009 que a temporada vindoura seria a última que o banco patrocinaria a equipe, foi rebatizado Brasil Vôlei Clube. Encerrou as atividades em 2010, após não encontrar novo apoio financeiro.

#### Melhores resultados do período
- Campeão Brasileiro 1987, 1990, 1991, 1992, 2005
- Campeão Paulista 1989, 1990, 1991, 2000, 2001, 2004
- Campeão Grand Prix 2004
- Campeão dos Jogos Abertos do Interior 2006
- Campeão Sul-Americano 1988, 1989, 1990, 1991, 1992
- Vice-Campeão Mundial  1990, 1991

### 2010-2013: Medley/Campinas

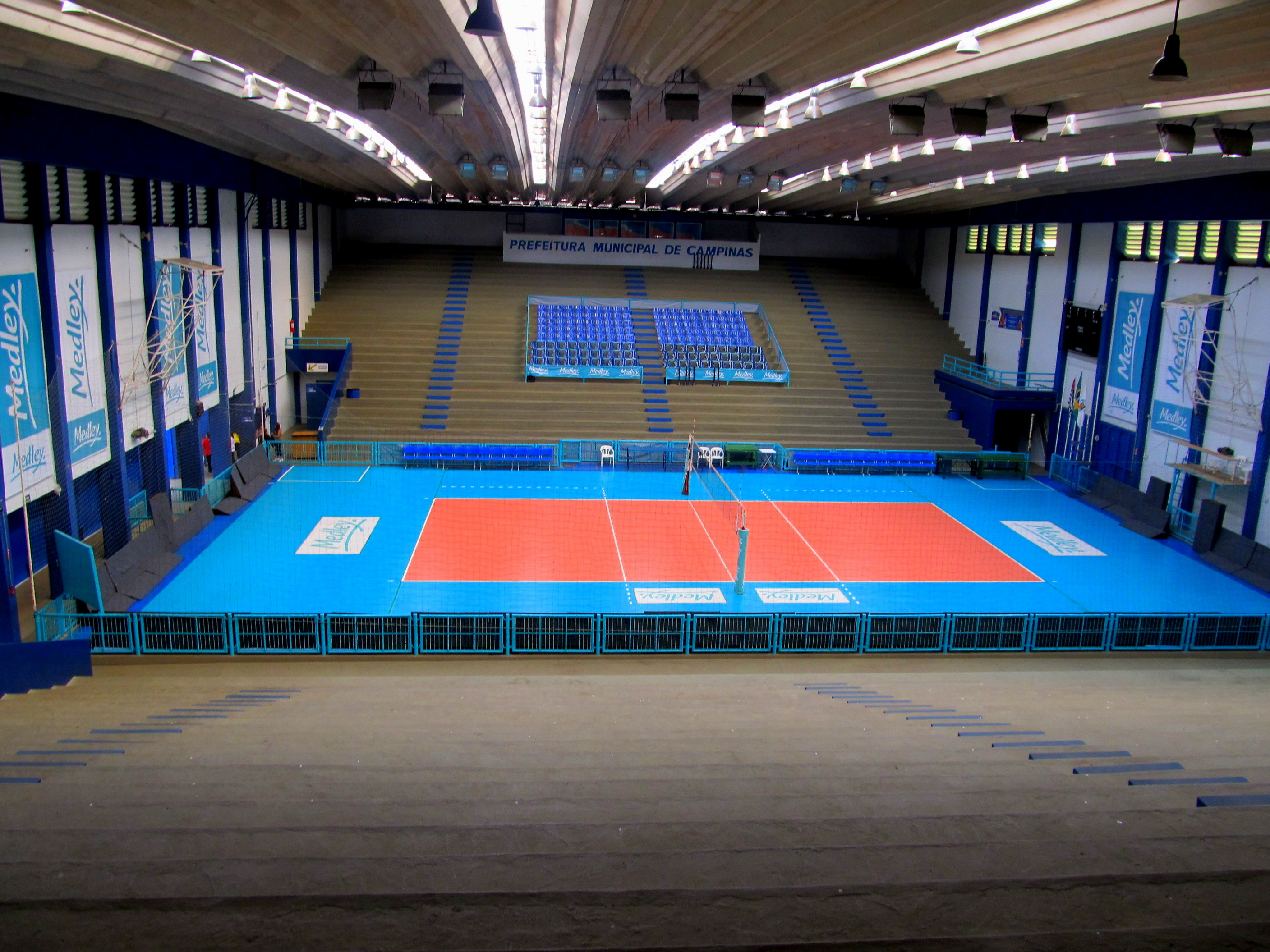
Interior do Ginásio do Taquaral

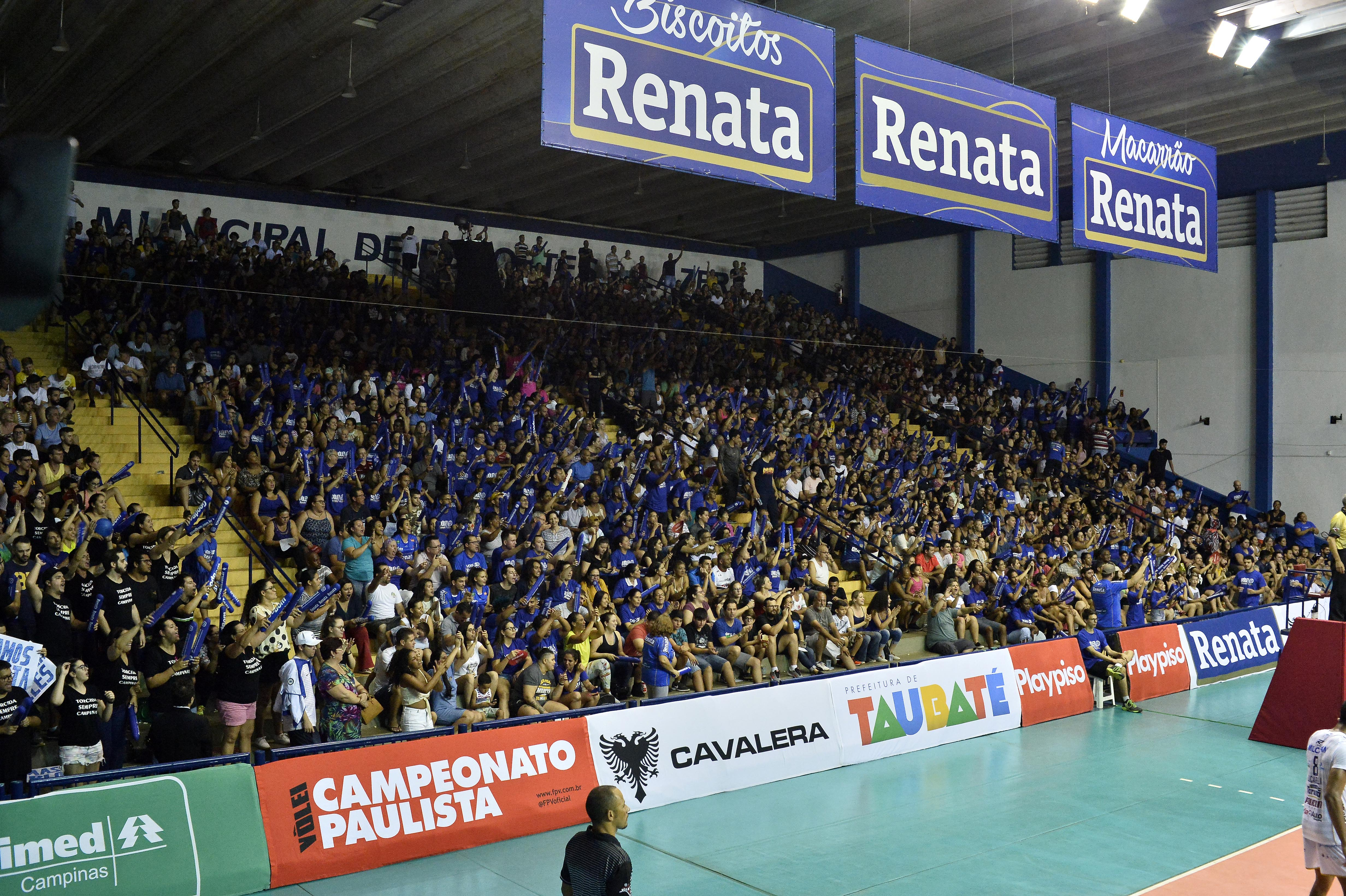
Torcida no Ginásio Taquaral

A ESM, empresa que atua no mercado esportivo desde 1999, principalmente no futebol, percebeu a necessidade de desenvolver um ativo esportivo no interior paulista. O poder econômico (3º maior PIB do Estado de SP), aliado à carência de um projeto social/esportivo na região, fez surgir, em 2010, o projeto Vôlei Campinas. O projeto sempre foi baseado em três pilares. O primeiro, o social, conta com a participação de mais de 600 crianças por ano, no qual os valores do esporte são passados para os jovens assistidos. São mais de 2.000 jovens que já passaram pelo projeto desde o seu início. O segundo, o de categorias de base, busca fazer com que o país se transforme em uma potência olímpica por meio do desenvolvimento da prática em âmbito nacional. Tão importante quanto os outros, o terceiro, que é o da alta performance, garante a visibilidade do projeto e inspira as crianças e os atletas de base a praticarem suas atividades.
Em 2013, a Medley decidiu por encerrar seu contrato de patrocínio com a equipe principal.

#### Melhores resultados do período
- Campeão dos Jogos Abertos do Interior 2012
- Campeão dos Jogos Regionais 2010
- Vice-Campeão Paulista 2012
- Vice-Campeão da Copa São Paulo 2010 e 2012
- Vice-Campeão dos Jogos Abertos do Interior 2010 e 2011

### 2013-2017: Vôlei Brasil Kirin
Em junho de 2017, o braço nacional de uma empresa de bebidas japonesa, Brasil Kirin, anunciou acordo de patrocínio válido até 2017.

#### Melhores resultados do período
- Campeão da Copa São Paulo 2014
- Vice-Campeão da Superliga Masculina 2015/2016
- Vice-Campeão da Copa Brasil 2015
- Vice-Campeão Paulista 2013
- Vice-Campeão da Copa São Paulo 2015
- 3º colocado na Superliga Masculina 2013/2014
- 3º colocado na Copa Brasil 2013
- 3º colocado no Campeonato Paulista 2015 e 2016

### 2017-presente: Vôlei Renata

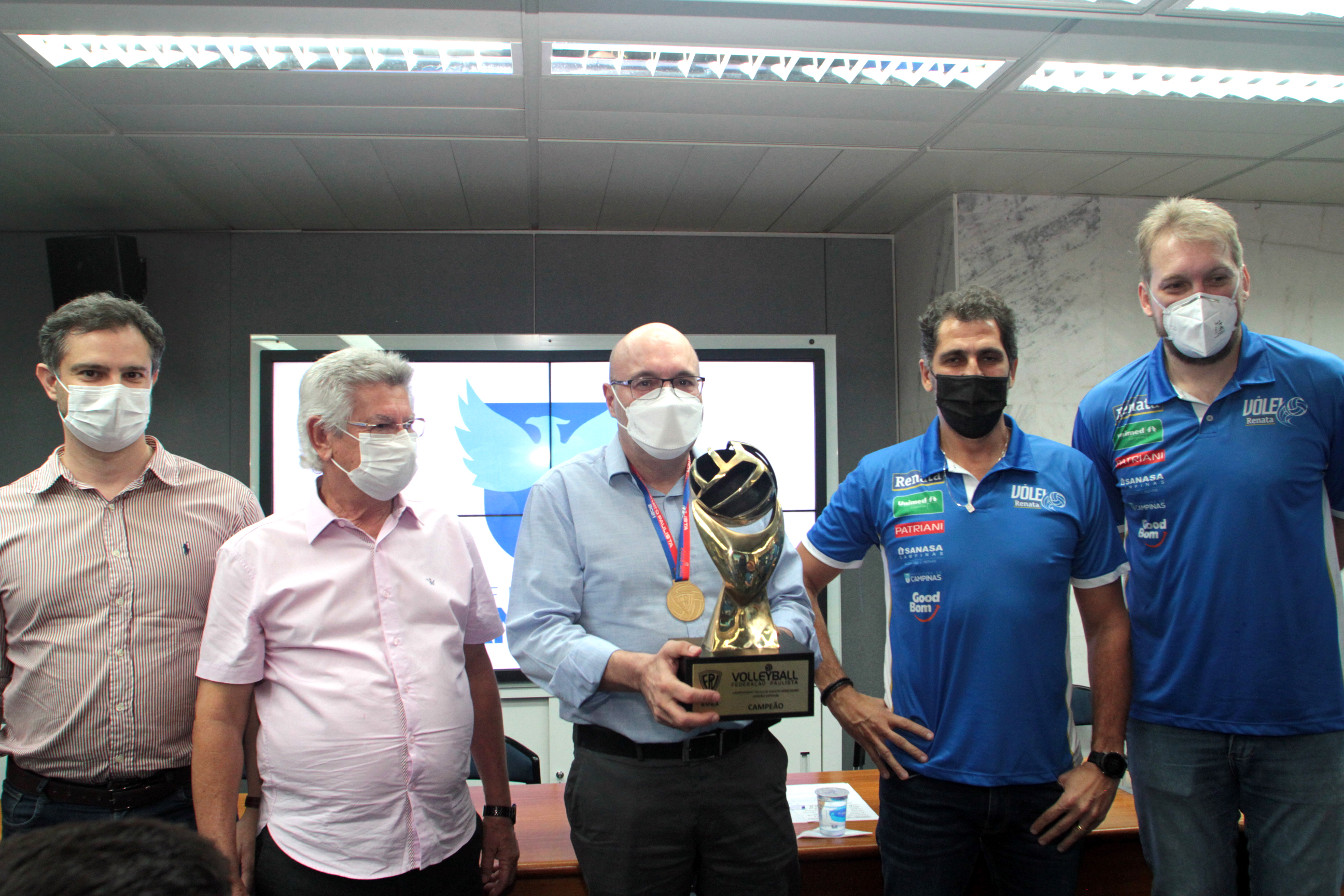
Vôlei Renata recebido na prefeitura de Campinas

Em 2017, houve nova mudança de patrocínio e nome fantasia do clube, que passou a se chamar Vôlei Renata.

#### Melhores resultados do período
- Campeão da Copa São Paulo 2019
- Vice-Campeão do Campeonato Paulista 2019
- Vice-Campeão da Copa São Paulo 2018
- 3º colocado no Campeonato Paulista 2018
- Campeão Paulista 2020
- Campeão Paulista 2024

## Resultados obtidos nas principais competições
| Temporada | Colocação |
| --------- | --------- |
| 2010/2011 | 8º        |
| 2011/2012 | 6º        |
| 2012/2013 | 5°        |
| 2013/2014 | 3°        |
| 2014/2015 | 5°        |
| 2015/2016 | 2°        |
| 2016/2017 | 4°        |
| 2017/2018 | 7°        |
| 2018/2019 | 5°        |
| 2019/2020 | Cancelado |
| 2020/2021 | 3°        |
| 2021/2022 | 6°        |
| 2022/2023 | 6°        |
| 2023/2024 | 2°        |

| Ano  | Colocação |
| ---- | --------- |
| 2010 | 3º        |
| 2011 | 2º        |
| 2012 | 2°        |
| 2013 | 2°        |
| 2014 | 3°        |
| 2015 | 3°        |
| 2016 | 3°        |
| 2017 | 3°        |
| 2018 | 3°        |
| 2019 | 2°        |
| 2020 | 1°        |
| 2021 | 1°        |
| 2022 | 1°        |
| 2023 | 5°        |

| Ano  | Colocação |
| ---- | --------- |
| 2010 | 2°        |
| 2011 | 3°        |
| 2012 | 2°        |
| 2014 | 1°        |
| 2015 | 2°        |
| 2016 | 3°        |
| 2017 | 5°        |
| 2018 | 2°        |
| 2019 | 1°        |
| 2020 | -         |

| Temporada | Colocação |
| --------- | --------- |
| 2014      | 3°        |
| 2015      | 2°        |
| 2016      | 3°        |
| 2017      | 5°        |
| 2018      | 5°        |
| 2019      | 5°        |
| 2020      | 6°        |
| 2021      | 3°        |
| 2022      | 2°        |
| 2023      | 5°        |
| 2024      | 4°        |

## Elenco

### Temporada 2019/2020

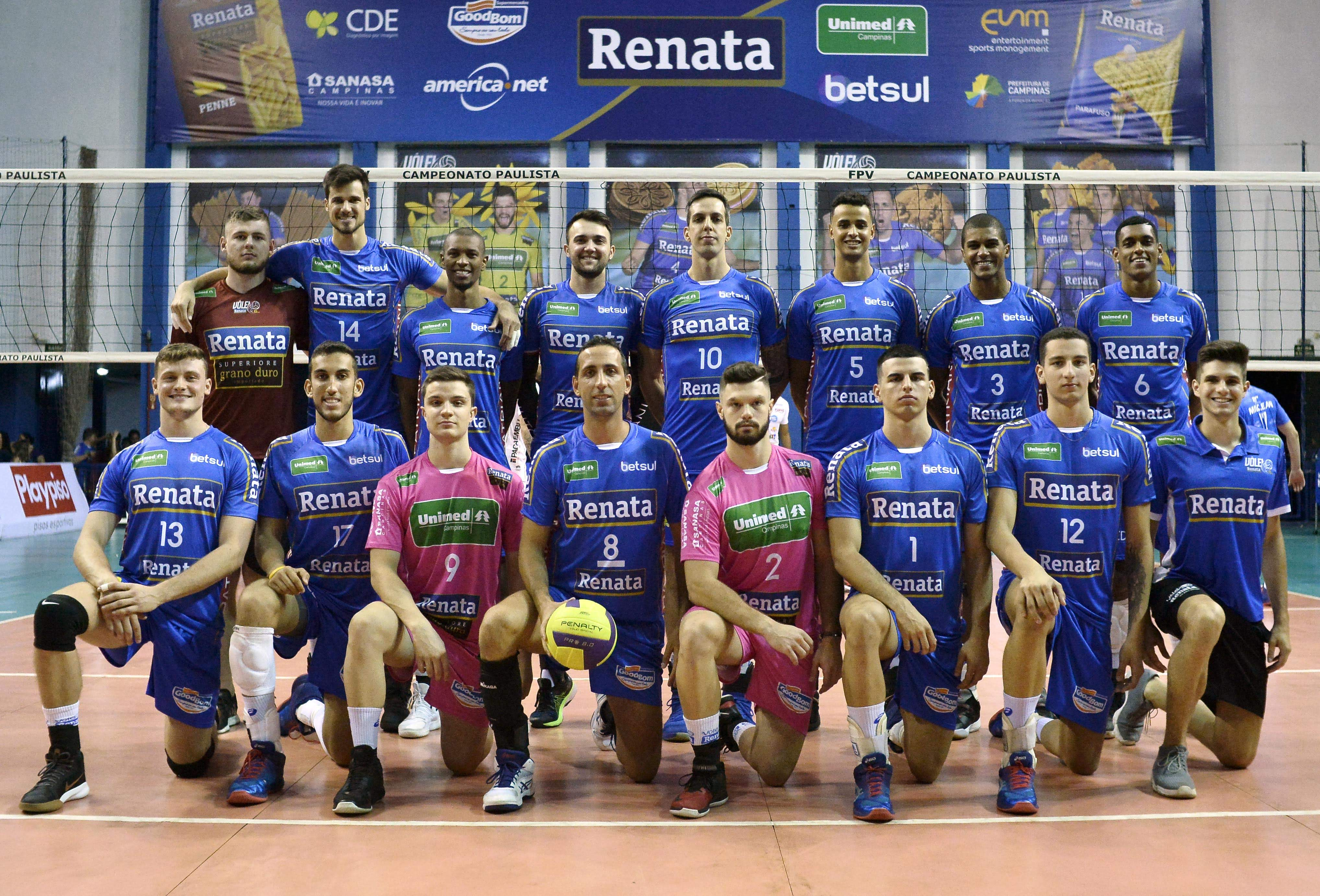
Foto posada do elenco do Vôlei Renata, temporada 2019/2020

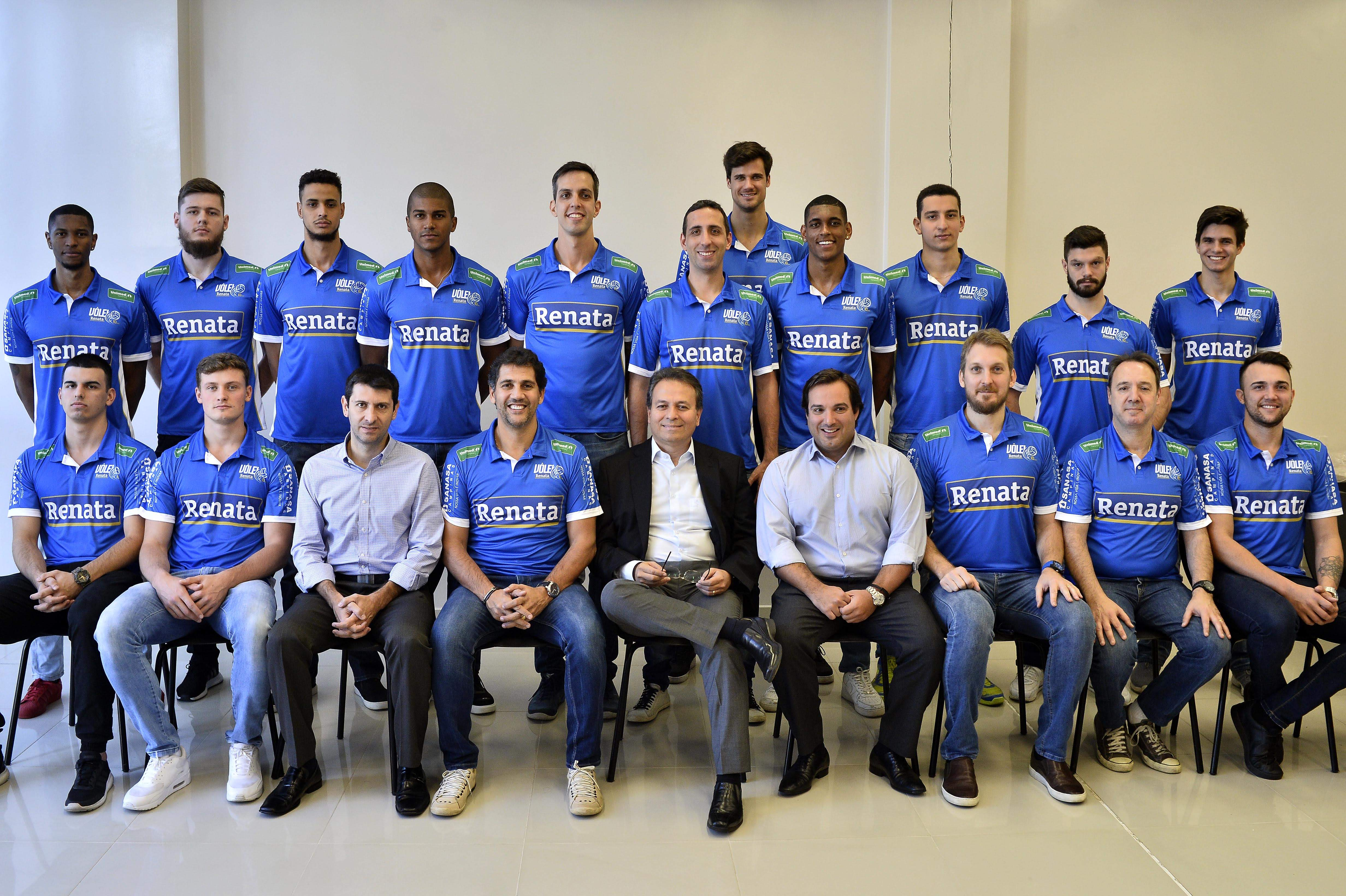
Vôlei Renata 2019/2020

Atletas selecionados para disputar a Superliga 2019/2020 pelo Vôlei Renata:
| #  | Nome                              | Apelido         | Altura | Data de Nascimento                | Nacionalidade | Posição    |
| -- | --------------------------------- | --------------- | ------ | --------------------------------- | ------------- | ---------- |
| 1  | Bruno Bello                       | Bello           | 1,81   | 30 de junho de 1999 (26 anos)     | Brasil        | Líbero     |
| 3  | Michel de Souza Saraiva           | Michel          | 2,00   | 9 de março de 1993 (32 anos)      | Brasil        | Central    |
| 4  | Benedito Bruno de A.Canuto        | Canuto          | 1,92   | 2 de maio de 1990 (35 anos)       | Brasil        | Ponta      |
| 5  | Melquisedeque Vieira Pinto        | Melqui          | 2,03   | 27 de junho de 1997 (28 anos)     | Brasil        | Central    |
| 7  | Luis Fernando Joventino Venceslau | Luis Fernando   | 1,92   | 25 de setembro de 1989 (35 anos)  | Brasil        | Ponta      |
| 8  | Demián Javier González            | Demián González | 1,92   | 21 de fevereiro de 1983 (42 anos) | Argentina     | Levantador |
| 10 | Luiz Sene                         | Luizinho        | 2,04   | 12 de março de 1985 (40 anos)     | Brasil        | Central    |
| 13 | Gabriel Vaccari                   | Vaccari         | 1,91   | 25 de dezembro de 1996 (28 anos)  | Brasil        | Ponta      |
| 14 | Renan Zanatta Buiatti             | Renan           | 2,17   | idade de outubro de 1             | Brasil        | Oposto     |

Diretoria
Presidente: Guilherme Muller Silva
Diretor: Mauricio Lima
Gerente e Supervisor: Fernando Castro Maroni
Comissão Técnica
Técnico: Horacio Dileo
Assistente Técnico: Ricardo Murbach
Auxiliar Técnico: Vinícius Castilho
Coordenador Técnico: André Heller
Estatístico: Felipe Lima
Preparador físico: Lucas Muller da Silva
Massagista: Luiz Carlos Souza
Médicos: Marcelo Krunfli e Márcio Régis
Fisioterapeuta: Márcio Saraiva de Oliveira e Samuel Mamprin

## Ligações Externas
- Site oficial
- Brasil Vôlei Clube no Instagram
- Brasil Vôlei Clube no Facebook